# La Roche-des-Arnauds
La Roche-des-Arnauds is een gemeente in het Franse departement Hautes-Alpes (regio Provence-Alpes-Côte d'Azur). De plaats maakt deel uit van het arrondissement Gap. La Roche-des-Arnauds telde op 1 januari 2022 1.675 inwoners.

## Geografie
De oppervlakte van La Roche-des-Arnauds bedroeg op 1 januari 2022 53,75 vierkante kilometer; de bevolkingsdichtheid was toen 31,2 inwoners per km².
De onderstaande kaart toont de ligging van La Roche-des-Arnauds met de belangrijkste infrastructuur en aangrenzende gemeenten.

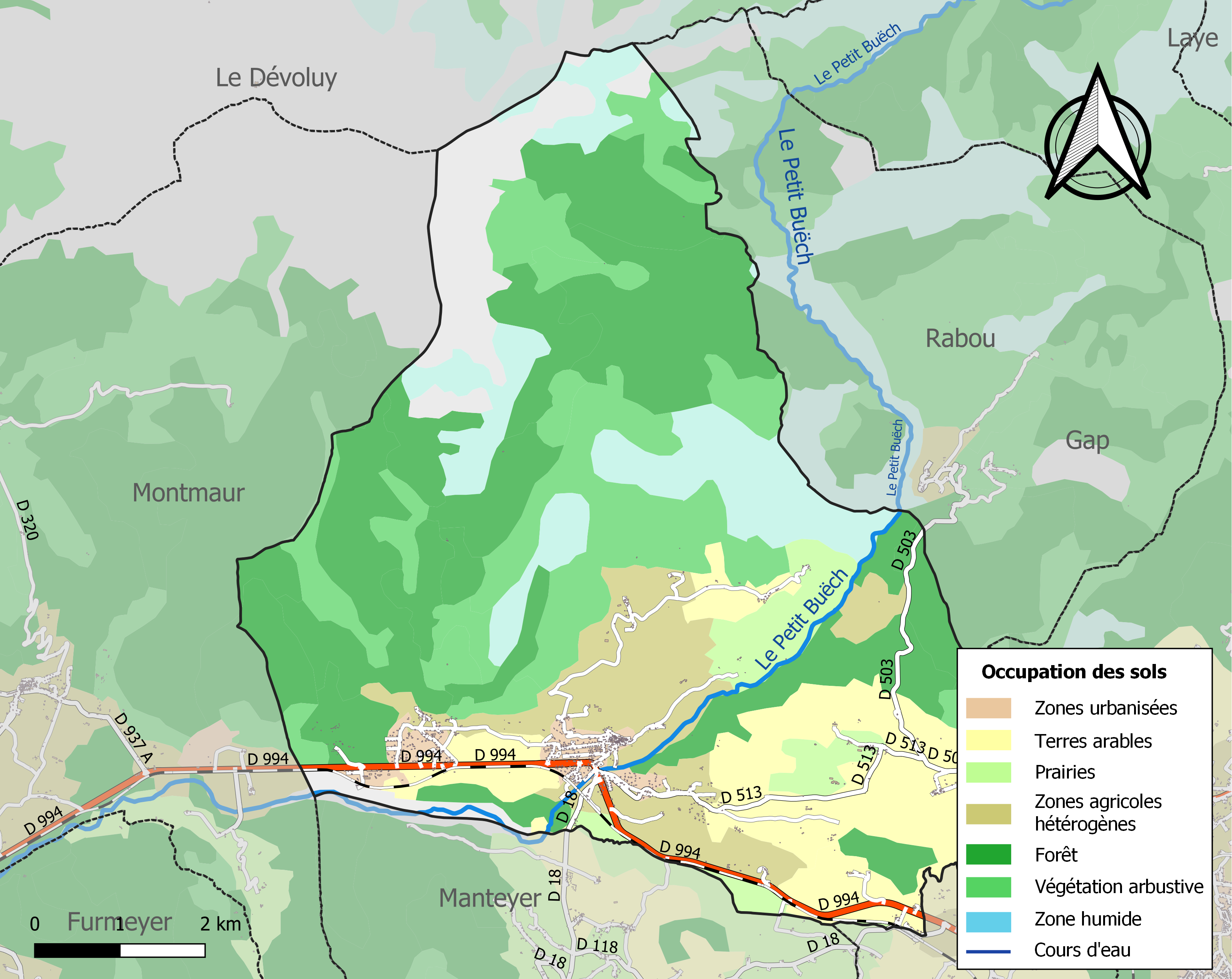

## Demografie
Onderstaande figuur toont het verloop van het inwonertal (bron: INSEE-tellingen).
Vanwege een beveiligingsprobleem met de MediaWiki Graph-software is het momenteel niet mogelijk deze grafiek weer te geven. Zodra de software is bijgewerkt zal de grafiek vanzelf weer zichtbaar worden.